# Liste der Monuments historiques in Bagneux (Allier)
Die Liste der Monuments historiques in Bagneux (Allier) führt die Monuments historiques in der französischen Gemeinde Bagneux auf.

## Liste der Bauwerke
| Bezeichnung    | Beschreibung              | Standort | Kennzeichnung | Schutzstatus | Datum | Bild           |
| -------------- | ------------------------- | -------- | ------------- | ------------ | ----- | -------------- |
| Kirche St-Paul | Erbaut im 12. Jahrhundert | (Lage)   | PA00092981    | Inscrit      | 1926  | weitere Bilder |

## Liste der Objekte
| Bezeichnung                                                                     | Beschreibung          | Standort                                   | Kennzeichnung | Schutzstatus | Datum | Bild |
| ------------------------------------------------------------------------------- | --------------------- | ------------------------------------------ | ------------- | ------------ | ----- | ---- |
| Glocke                                                                          | Bronze, 1527 gegossen | in der Kirche St-Paul (Lage)               | PM03000022    | Classé       | 1918  |      |
| Gedenktafel zur Erinnerung an die Messstiftung des Pfarrers François Bouquereau | Stein, 1679           | an der Nordmauer der Kirche St-Paul (Lage) | PM03000023    | Classé       | 1918  |      |
| Prozessionskreuz (Fotos in der Base Palissy)                                    | 13. Jahrhundert       | in der Sakristei der Kirche St-Paul (Lage) | PM03000021    | Classé       | 1918  |      |